# Aphanopleura
- Commons
- Wikispecies

Aphanopleura é um género botânico pertencente à família Apiaceae.